# Somatidia ampliata
Somatidia ampliata är en skalbaggsart som beskrevs av Stefan von Breuning 1940. Somatidia ampliata ingår i släktet Somatidia och familjen långhorningar. Inga underarter finns listade i Catalogue of Life.